# كوم الشيخ عبيد
كوم الشيخ عبيد إحدى قرى مركز تلا التابع لمحافظة المنوفية بجمهورية مصر العربية.

## السكان
بلغ عدد سكان كوم الشيخ عبيد 1,464 نسمة، منهم 716 رجل و748 إمرأة، حسب الإحصاء الرسمي لعام 2006.